# Железнодорожный транспорт в Финляндии

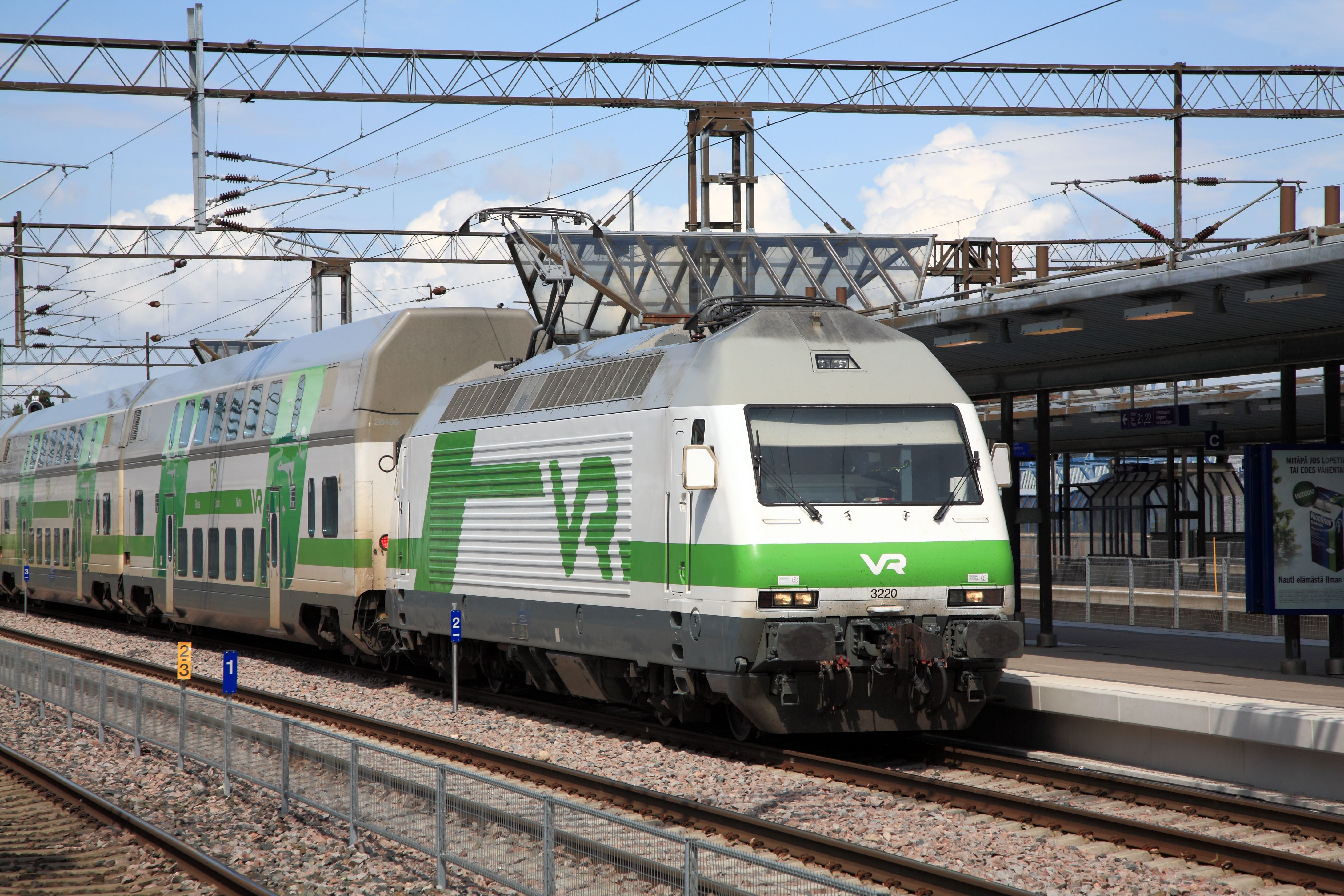
Электровоз Sr2 компании VR

Железнодорожный транспорт в Финляндии — сеть железнодорожных линий длиной 5919 км линий с шириной колеи 1524 мм. Из них 3067 км электрифицированы на переменном токе с напряжением 25 кВ. Стандарт колеи 1524 мм, сохранившийся со времён Великого княжества Финляндского Российской империи, позволяет поездам почти без проблем следовать из Финляндии во все страны бывшего СССР, а также другие страны, использующие колею 1520 мм.

## История

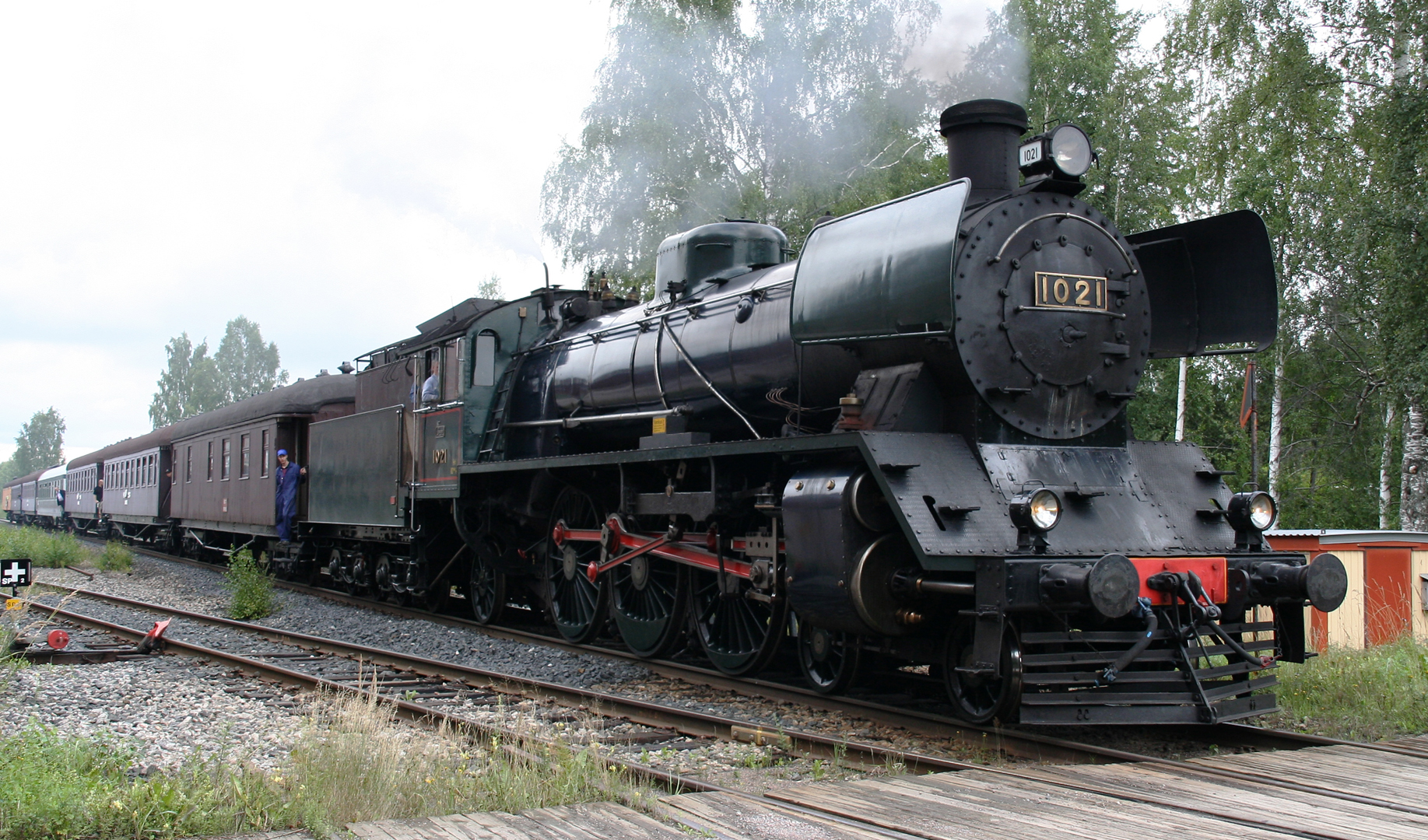
Паровоз Hr1 финляндских железных дорог

Изыскания для прокладки Финляндской железной дороги, призванной соединить столицу Российской империи со столицей входившего в неё Великого княжества Финляндского, начались в 1857 году. Первая железнодорожная линия была проложена в 1862 году. Эта дорога соединила Гельсингфорс и Тавастгус Дорога была открыта 31 января 1862 года. Последствия Крымской войны задержали дальнейшее строительство, но голод 1866—1868 гг. в Финляндии, а также предполагаемая коммерческая выгода и возможность переброски российских войск «в случае войны с первоклассными иностранными державами, обладающими мощным флотом» побудили императора Александра II одобрить 5 (17) ноября 1867 года проект строительства линии Рийхимяки — Санкт-Петербург, которая была введена в эксплуатацию в 1870 году.

## Современность
Железнодорожной сетью страны управляет Liikennevirasto — финская железнодорожная администрация, образованная после провозглашения независимости Финляндии от России.
Крупнейшим железнодорожным предприятием страны является компания Suomen Valtion Rautatiet (VR).
Интенсивная электрификация железных дорог страны была начата в 1968 году.Самой северной станцией с электрификацией является станция Кемиярви.

## Сообщение с Россией
Между Финляндией и Россией ежедневно курсировали четыре пары скоростного поезда «Аллегро» (Хельсинки—Санкт-Петербург), а также фирменный поезд «Лев Толстой» (Хельсинки—Москва).
Используемый тяговый подвижной состав: электровозы — Sr1, Sr2; тепловозы — Dr14, Dr16,Dv12, Dv16, Tka7, Tka8, Tve4, Tve5.
«Аллегро» базируется на платформе Pendolino и может разгоняться до 220 километров в час. Время в пути от Санкт-Петербурга до Хельсинки — 3 часа 36(48) минут.
Название поезд получил по музыкальному термину аллегро («весёлый, бодрый, радостный»). В конструкции поезда использована технология наклона кузова до 8 градусов (технология Pendolino), что позволяет во время прохождения поездом поворотов не снижать скорость, как это происходит с обычными поездами, и нивелировать действие центробежной силы. Данные составы предназначены для северных условий, в частности, оснащены оборудованием, предотвращающим скопление снега и льда на ходовой части вагонов.
27 марта 2022 года движение поезда прекращено в связи с санкциями. В августе 2022 года финский оператор VR Group списал все поезда «Аллегро», связанные с восточным направлением.

## Железнодорожные связи со смежными странами
- Швеция — Железнодорожный транспорт Швеции; разрыв колеи, 1524 мм — 1435 мм, разрыв в напряжении 25 кВ, 50 Гц — 15 кВ .
- Дания — через Швецию, разрыв колеи, 1524 мм — 1435 мм, одинаковое напряжение.
- Норвегия — Железнодорожный транспорт Норвегии разрыв колеи, 1524 мм — 1435 мм.
- Россия — Октябрьская железная дорога по участкам:
  - Вайниккала — Выборг — малый разрыв колеи (1524 мм — 1520 мм), разрыв в напряжении, 25 кВ — 3 кВ (изолирующая вставка на границе)
  - Кууму — Кивиярви — малый разрыв колеи (1524 мм — 1520 мм), электрификация отсутствует
  - Тиккала — Маткаселькя — малый разрыв колеи (1524 мм — 1520 мм), электрификация отсутствует
  - Иматра — Светогорск — малый разрыв колеи (1524 мм — 1520 мм), электрификация отсутствует